# Snooker-Saison 2007/08
Die Snooker-Saison 2007/08 bestand aus einer Serie von Snooker-Turnieren, die der Main Tour angehören. Neben Titeln und Siegprämien gab es bei sieben Turnieren auch Punkte für die Snookerweltrangliste. Hinzu kamen Einladungs- und Non-ranking-Turniere, bei denen keine Punkte vergeben werden.
Die Zahl der Turniere war im Vergleich zur Vorsaison um eines gestiegen. Um der zunehmenden Bedeutung des Snooker-Sports in China gerecht zu werden, wurde mit den Shanghai Masters ein zweites Turnier in dem asiatischen Land neu aufgenommen. In Hongkong fand nach drei Jahren Pause wieder die Euro-Asia Masters Challenge statt, im Gegensatz zum Shanghai Masters ein Einladungsturnier. Das Turnier hatte die Besonderheit, dass neben dem normalen Einzelevent auch ein Team-Turnier gespielt wurde. Der Malta Cup war nach drei Jahren zunächst wieder aus dem Turnierkalender gestrichen, in dieser Saison aber wieder aufgenommen worden, allerdings nur noch mit dem Status eines Einladungsturniers.
Die Saison begann am 12. Juli 2007 mit den Shanghai Masters und endete am 5. Mai 2008 mit dem Weltmeisterschaftsfinale.

## Saisonergebnisse
Die folgende Tabelle zeigt die Endspielergebnisse dieser Saison.
| Datum                                | Turnier                              | Austragungsort | Art                   | Sieger            | Finalist          | Ergebnis    |
| 12. bis 15. Juli 2007                | Euro-Asia Masters Challenge 2007     | Hongkong       | Einladungsturnier     | John Higgins      | James Wattana     | 5:4         |
| 12. bis 15. Juli 2007                | Euro-Asia Masters Challenge 2007     | Hongkong       | Einladungsturnier     | Europa            | Asien             | 5:3         |
| 6. August bis 12. August 2007        | Shanghai Masters 2007                | Shanghai       | Weltranglistenturnier | Dominic Dale      | Ryan Day          | 10:6        |
| 25. September bis 30. September 2007 | Irish Professional Championship 2007 | Dublin         | Non-ranking-Turnier   | Ken Doherty       | Fergal O’Brien    | 9:2         |
| 6. Oktober 2007                      | Pot Black 2007                       | London         | Einladungsturnier     | Ken Doherty       | Shaun Murphy      | 1:0 (71:36) |
| 13. Oktober bis 21. Oktober 2007     | Grand Prix 2007                      | Aberdeen       | Weltranglistenturnier | Marco Fu          | Ronnie O’Sullivan | 9:6         |
| 4. November bis 11. November 2007    | Northern Ireland Trophy 2007         | Belfast        | Weltranglistenturnier | Stephen Maguire   | Fergal O’Brien    | 9:5         |
| 8. Dezember bis 16. Dezember 2007    | UK Championship 2007                 | York           | Weltranglistenturnier | Ronnie O’Sullivan | Stephen Maguire   | 10:2        |
| 13. Januar bis 20. Januar 2008       | Masters 2008                         | London         | Einladungsturnier     | Mark Selby        | Stephen Lee       | 10:3        |
| 4. Februar bis 10. Februar 2008      | Malta Cup 2008                       | Portomaso      | Einladungsturnier     | Shaun Murphy      | Ken Doherty       | 9:3         |
| 11. Februar bis 17. Februar 2008     | Welsh Open 2008                      | Newport        | Weltranglistenturnier | Mark Selby        | Ronnie O’Sullivan | 9:8         |
| 23. März bis 30. März 2008           | China Open 2008                      | Peking         | Weltranglistenturnier | Stephen Maguire   | Shaun Murphy      | 10:9        |
| 19. April bis 5. Mai 2008            | Snookerweltmeisterschaft 2008        | Sheffield      | Weltranglistenturnier | Ronnie O’Sullivan | Ali Carter        | 18:8        |

## Weltrangliste
Die Snookerweltrangliste wird erst nach einer abgelaufenen Saison aktualisiert und berücksichtigt die Leistungen der vergangenen zwei Spielzeiten. Die folgende Tabelle zeigt die 32 bestplatzierten Spieler der Saison 2007/08, sie beruht also auf den Ergebnissen aus 2005/06 und 2006/07. In Klammern ist jeweils die Vorjahresplatzierung angegeben.
| Platz 1 – 8 | Platz 1 – 8           | Platz 9 – 16 | Platz 9 – 16        | Platz 17 – 24 | Platz 17 – 24        | Platz 25 – 32 | Platz 25 – 32         |
| ----------- | --------------------- | ------------ | ------------------- | ------------- | -------------------- | ------------- | --------------------- |
| 1           | John Higgins (4)      | 9            | Ding Junhui (27)    | 17            | Joe Swail (30)       | 25            | Nigel Bond (20)       |
| 2           | Graeme Dott (6)       | 10           | Stephen Maguire (9) | 18            | Joe Perry (18)       | 26            | Anthony Hamilton (16) |
| 3           | Shaun Murphy (5)      | 11           | Mark Selby (28)     | 19            | Barry Hawkins (12)   | 27            | Marco Fu (22)         |
| 4           | Ken Doherty (2)       | 12           | Mark Williams (8)   | 20            | Matthew Stevens (14) | 28            | Ian McCulloch (26)    |
| 5           | Ronnie O’Sullivan (3) | 13           | Stephen Lee (10)    | 21            | Mark King (29)       | 29            | Mark Allen (62)       |
| 6           | Peter Ebdon (7)       | 14           | Ali Carter (15)     | 22            | Jamie Cope (48)      | 30            | Dave Harold (36)      |
| 7           | Neil Robertson (13)   | 15           | Steve Davis (11)    | 23            | Stuart Bingham (24)  | 31            | Dominic Dale (40)     |
| 8           | Stephen Hendry (1)    | 16           | Ryan Day (17)       | 24            | Michael Holt (21)    | 32            | Gerard Greene (39)    |

## Qualifikation für die Main-Tour 2007/08
Neben den 64 bestplatzierten Spielern der Weltrangliste zum Abschluss der Saison 2006/07 – wobei der Finne Robin Hull krankheitsbedingt zurücktrat – wurden die übrigen 33 Startplätze wie folgt vergeben:
| Verbleib auf der Main-Tour über die Einjahreswertung 2006/07 1. Liang Wenbo 2. Tian Pengfei 3. Tony Drago 4. Joe Jogia 5. Lee Spick 6. David Morris 7. Liu Song 8. Mark Joyce Qualifikation über die Pontin’s International Open Series 2006/07 1. Lee Walker 2. James McBain 3. Munraj Pal 4. Leo Fernandez 5. Matthew Selt 6. Jamie O’Neill 7. Alex Davies 8. Ashley Wright | Qualifikation über Internationale Amateurmeisterschaften 1. Kurt Maflin (IBSF-Amateurweltmeister) 2. Michael White (EBSA-U19-Europameister) 3. Kevin Van Hove (EBSA International Play-Off) 4. Supoj Saenla (ACBS-Asienmeister) 5. Xiao Guodong (ACBS-U-21 Asienmeister) Qualifikation über Nationalverbände 1. Jimmy Robertson (Englische Nominierung 1) 2. Martin Gould (Englische Nominierung 2) 3. Fraser Patrick (Schottische Nominierung) 4. Gareth Coppack (Walisische Nominierung) 5. Rodney Goggins (Irische Nominierung) 6. Patrick Wallace (Nordirische Nominierung) 7. Liu Chuang (Asiatische Nominierung) 8. Steve Mifsud (Ozeanische Nominierung) Qualifikation über WPBSA-Wildcards 1. Alfie Burden 2. Ben Woollaston 3. Issara Kachaiwong |